# Due mondi (film)
Due mondi (Two Worlds) è un film del 1930 diretto da E.A. Dupont.

## Produzione
Il film fu prodotto dalla British International Pictures (BIP) e dalla Greenbaum-Film.

## Distribuzione
Distribuito dalla Wardour Films, uscì nelle sale cinematografiche del Regno Unito presentato in prima a Londra il 16 settembre 1930.